# Ursula Katherine Duncan
Ursula Katherine Duncan (* 17. September 1910 in London; † 27. Januar 1985 in Parkhill, Arbroath) war eine britische Botanikerin. Sie galt als Autorität zu taxonomischen Fragestellungen bei Torfmoosen.

## Leben
Ursula Duncan wurde als Tochter von John Alexander Duncan, Commander, und Beatrice Dorothy Percy, geb. Weston geboren. Sie erhielt zunächst keine formale Ausbildung. Ihr Interesse für Botanik zeigte sich im Alter von 10 Jahren und wurde von ihrem Vater gefördert. Im Teenageralter zeigte sie Interesse an der Bestimmung von Moosen, worauf ihr Vater ihr 1929 eine Kopie von Dixon’s Handbook und ein Präpariermikroskop zur Verfügung stellte.
Gemeinsam mit Evelyn Lobley wirkte sie für 22 Jahre als Referentin für Torfmoose in der British Bryological Society. Sie unterhielt eine rege Korrespondenz mit Bryologen ihrer Zeit und fasste ihre Erkenntnisse 1961 in dem Werk Illustrated Key to Sphagnum Mosses zusammen. Dieses Buch gilt als eines ihrer bedeutetsten Arbeiten. Zusätzlich zu ihren Forschungen über Moose betrieb Ursula Duncan Forschungen zu Flechten und Blütenpflanzen und veröffentlichte ihre Erkenntnisse.

## Ehrungen
In Anerkennung ihrer Beiträge zur Botanik wurde ihr 1969 von der Universität in Dundee die Ehrendoktorwürde verliehen. Die Linnean Society of London ehrte sie 1973 mit dem H. H. Bloomer Award. Im Jahr 1980 erwählte sie die British Bryological Society zum Ehrenmitglied.

## Veröffentlichungen (Auswahl)
- Flora of East Ross-shire, Edinburgh : Botanical Society of Edinburgh, 1980.
- Introduction to British lichens, Arbroath : T. Buncle & Co. Ltd., 1970.
- A survey of the bryophytes and lichens of "The Burn," Kincardine, Edinburgh : Botanical Society of Edinburgh, 1960.
- A guide to the study of lichens, Arbroath : T. Buncle & Co. Ltd., 1959.